# Cerataphis lataniae
Cerataphis lataniae är en insektsart. Cerataphis lataniae ingår i släktet Cerataphis och familjen långrörsbladlöss. Inga underarter finns listade i Catalogue of Life.

## Bildgalleri

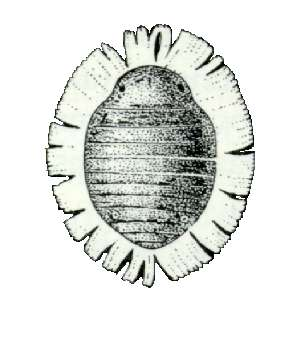